# Садки (усадьба, Чехов)
Садки — усадьба, расположенная в городе Чехов Чеховского района Московской области.

## История
Основана в конце XVII века серпуховским воеводой Андреем Еропкиным. В 1771 году Еропкины возле берега реки, недалеко от усадьбы, построили кирпичную церковь Иоанна Предтечи в классическом стиле с элементами барокко, рядом с церковью построена трапезная и двухъярусная колокольня. Пристройка боковых приделов и верхнего яруса колокольни были выполнены в XIX веке. В 1812 году закончено строительство двухэтажной деревянной усадьбы. В первой половине XIX века усадьбой владел М. Н. Еропкин, предводитель местного дворянства, после — его сын В. М. Еропкин, регулярно живший в ней. В 1858 году Еропкин продал усадьбу действительному статскому советнику князю М. И. Рюмину. В 1873 году фасад здания имел четырёхколонный портик. До революции последним владельцем усадьбы был П. М. Рюмин, к нему часто приезжал писатель А. П. Чехов. После революции имение национализировали. В 1930-е годы церковь была разграблена и закрыта большевиками. В 1991 году возвращена верующим.
Построенный из дерева главный усадебный дом и церковь не сохранились, конюшни XIX века утрачены в 1990-х годах, главный дом и церковь восстановлены из камня в 2010 году с утратой первоначального облика. Не сохранились большинство усадебных построек кроме липового парка с двумя прудами. В восстановленном усадебном доме находится воскресная школа.